# Амитивил 3
„Амитивил 3“ (на английски: Amityville 3-D) е американско-мексикански свръхестествен филм на ужасите от 1983 г.
Поради съдебно дело между семейство Лъц и Дино Де Лаурентис върху историята, която не включва Лъц, Амитивил 3 не е наречен продължение. Името на Лъц не се споменава във филма. Дефео са споменати повече от веднъж, макар че, в предишния филм са наречени Монтели.

## Сюжет
Внимание:  Текстът по-долу разкрива сюжета на произведението (или части от него)!
Репортер се премества в къщата, за да докаже, че легендата за демон не е истинска. Той се превръща в жертва на злите сили, обитаващи къщата.

## Актьорски състав
- Тони Робъртс – Джон Бакстър
- Тес Харпър – Нанси Бакстър
- Лори Логлин – Сюзън Бакстър
- Робърт Джой – Елиът Уест
- Кенди Кларк – Мелейни
- Мег Райън – Лиса
- Нийл Бари – Джеф